# فواز بوادقجي
فواز بوادقجي (ولد في 1 يناير 2001 في دمشق، سوريا) لاعب كرة قدم سوري يجيد اللعب في مركز الوسط المحوري. يلعب حاليا لصالح الأهلي البحريني منذ 2023.